# Allophylaria clavuliformis
Allophylaria clavuliformis är en svampart som först beskrevs av Petter Adolf Karsten, och fick sitt nu gällande namn av Petter Adolf Karsten 1878. Allophylaria clavuliformis ingår i släktet Allophylaria och familjen Helotiaceae.  Arten är reproducerande i Sverige. Inga underarter finns listade i Catalogue of Life.